# Lagoa Nova (kommun)
Lagoa Nova är en kommun i Brasilien.   Den ligger i delstaten Rio Grande do Norte, i den östra delen av landet, 1 600 km nordost om huvudstaden Brasília. Antalet invånare är 13 990.
Följande samhällen finns i Lagoa Nova:
- Lagoa Nova

Omgivningarna runt Lagoa Nova är huvudsakligen savann. Runt Lagoa Nova är det ganska glesbefolkat, med 48 invånare per kvadratkilometer.